# Munster Rugby

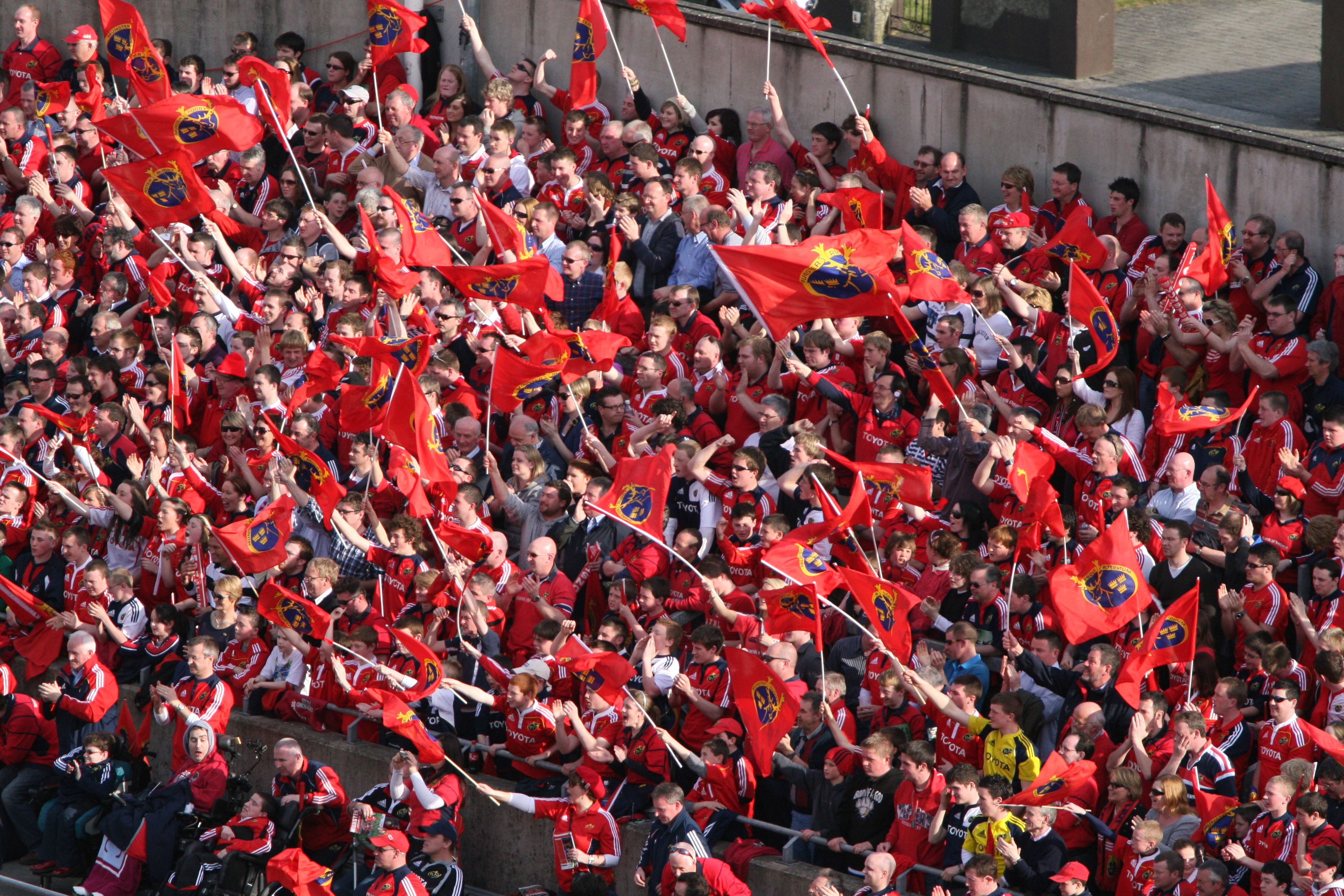
Aficionados del club.

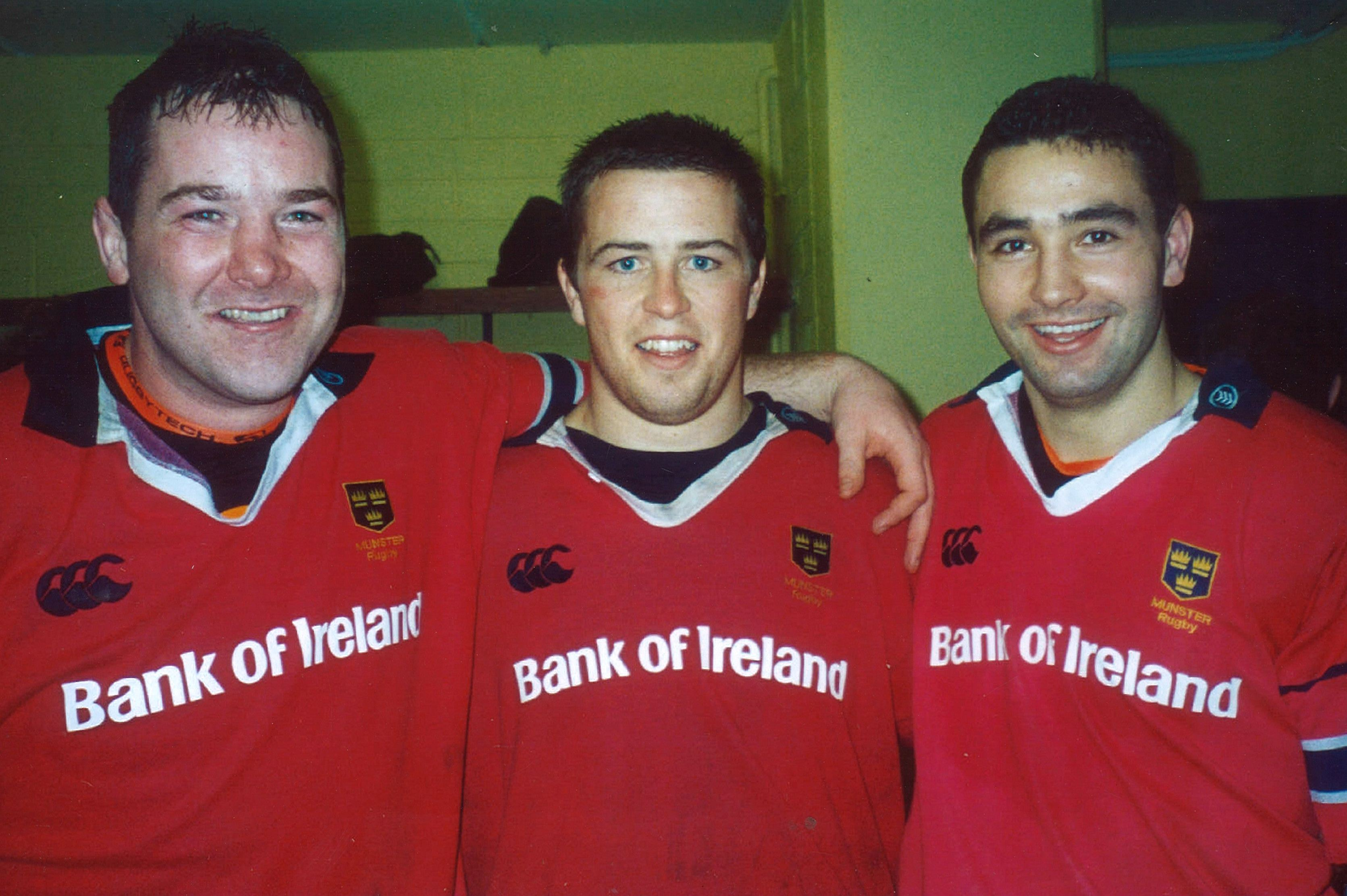
Anthony Foley, Marcus Horan y Jeremy Staunton.

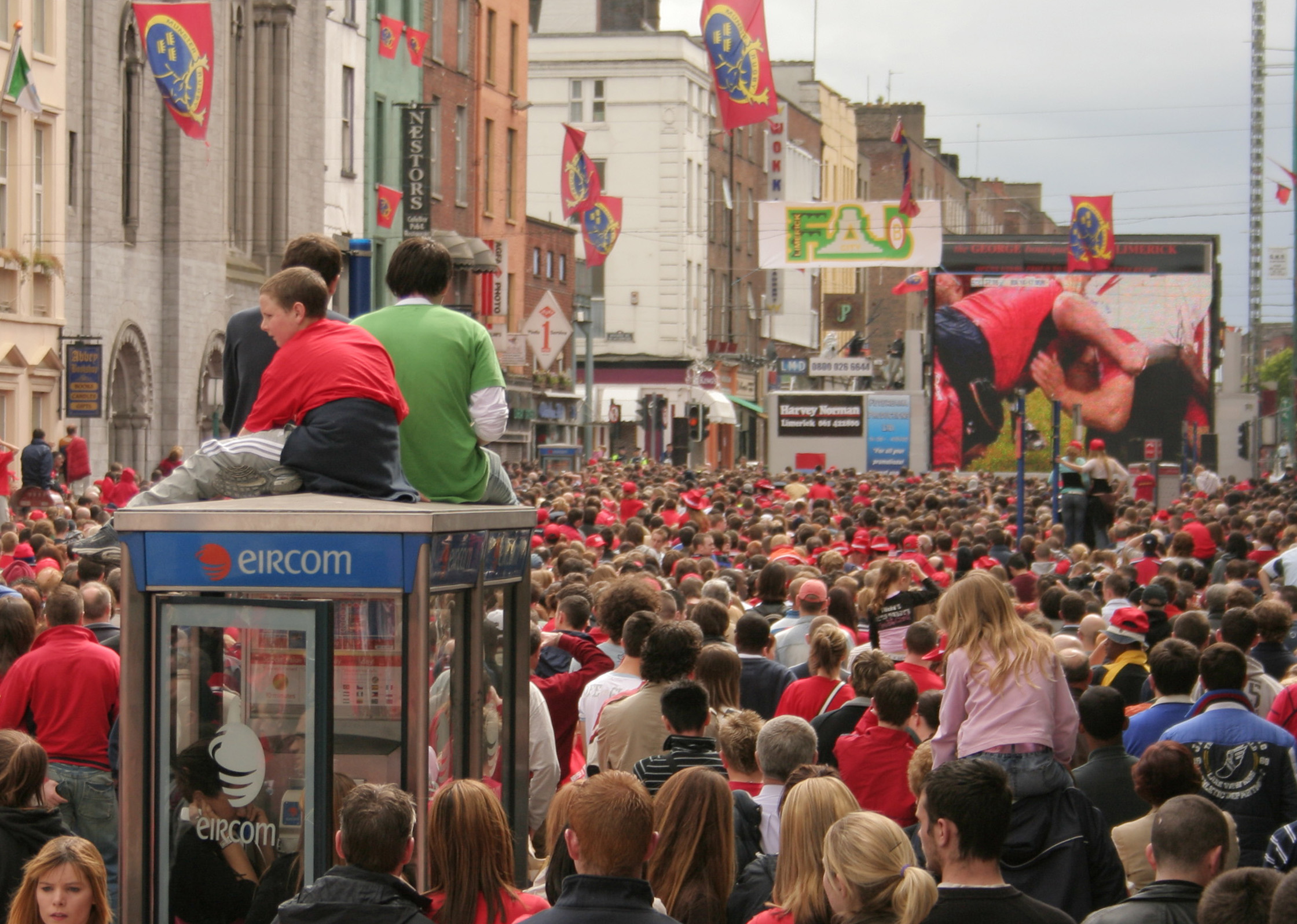
Aficionados observan la Final de la Copa Heineken 2005–06.

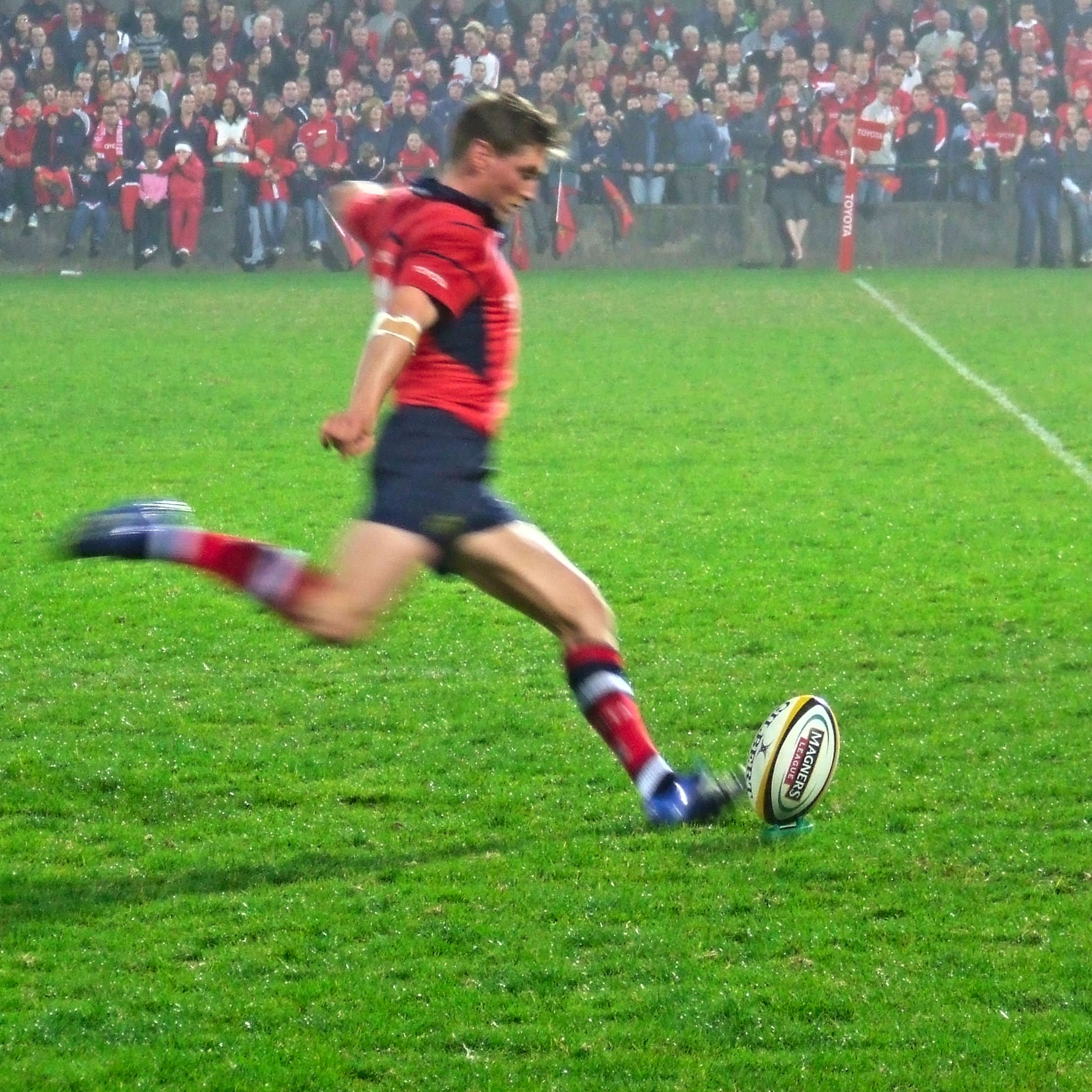
Ronan O'Gara es el mejor de la historia, jugó de 1997 a 2013.

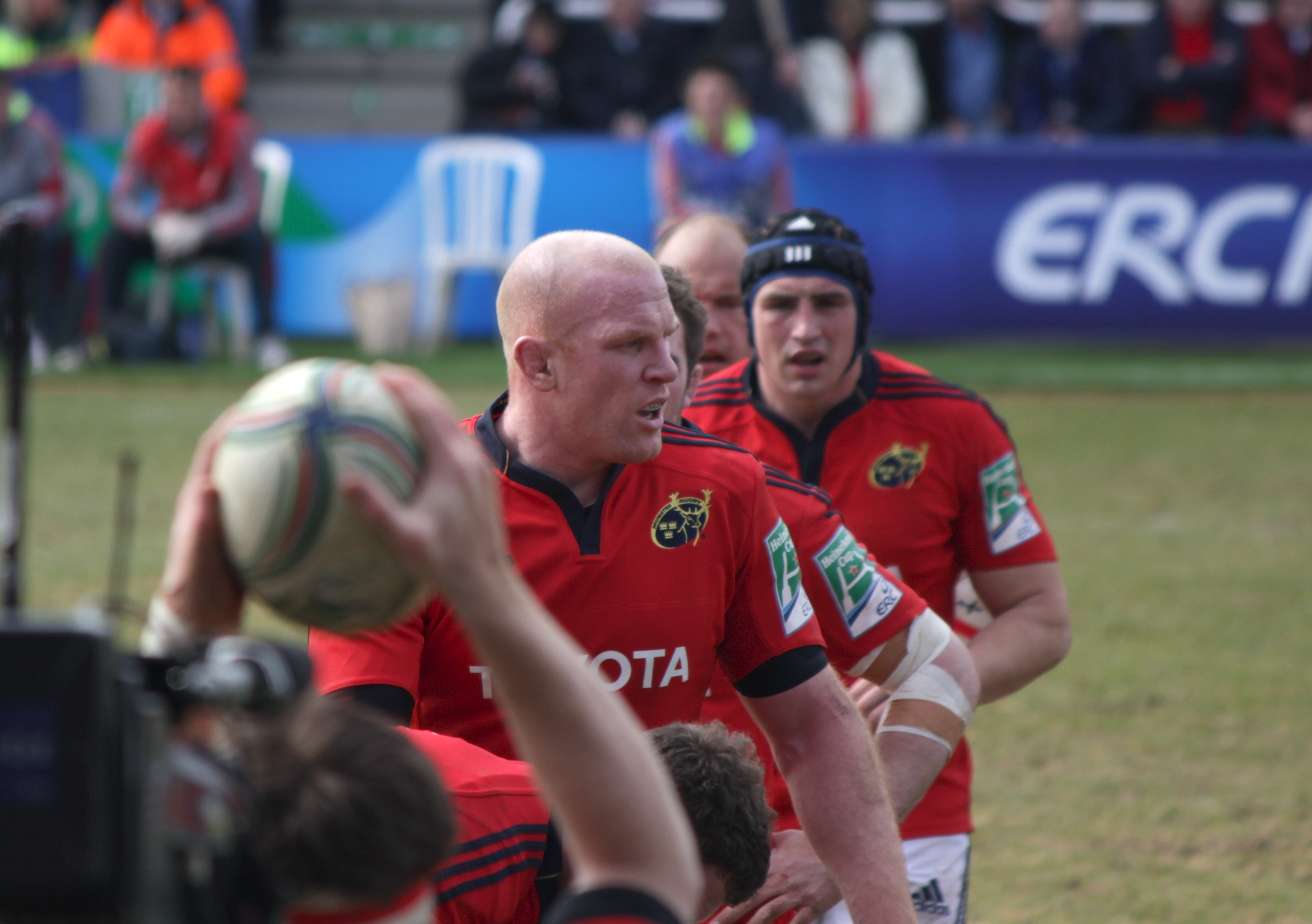
Paul O'Connell jugó de 2001 a 2015.

El Munster Rugby es un equipo irlandés profesional de rugby con sede en Limerick y que disputa el United Rugby Championship, la máxima competición de aquella nación.

## Historia
El equipo representa a la región de Munster, una de las 4 que componen Irlanda.
Su principal terreno de juego es Thomond Park, un estadio de la ciudad de Limerick que tiene capacidad para 26 500 espectadores desde su remodelación en 2008. No obstante, Munster también juega algunos partidos en el Musgrave Park (Irish Independent Park) de Cork.
Munster viste de rojo en sus partidos como local. Su escudo consiste en tres coronas y un venado amarillo sobre fondo azul. El lema del equipo es "To the brave and faithful, nothing is impossible", que significa "Para los valientes y leales, nada es imposible". 
El himno que es entonado antes de todos los partidos es "Stand up and fight" (levántate y lucha) con el ritmo de la canción del toreador de la ópera Carmen. Otra canción que también se canta a menudo en los partidos es la emotiva "The Fields Of Athenry".
Munster Rugby tiene una larga historia, pues fue fundado en 1879, y entre sus hazañas están las de haber sido capaz de derrotar a las mismísimas selecciones de Nueva Zelanda (1978) o Australia (1967 y 1991). Su afición es bien conocida por su pasión, y el equipo por su juego impetuoso, lo que le ha llevado a numerosos éxitos a lo largo de los últimos años. 

### Profesionalismo
Desde la profesionalización del rugby en la década de 1990, Munster ha demostrado tanto en la competición liguera como en la competición europea estar al mismo nivel que los mejores clubs de Europa, tanto ingleses como franceses.
El equipo ha obtenido grandes éxitos en competiciones europeas, alcanzando en 4 ocasiones la final de la Heineken Cup. En el año 2000 cayó derrotado ante Northampton por 9-8. En el año 2002 fue Leicester el que venció por 15-9. Sin embargo en 2006 llegó al fin la victoria ante Biarritz por 23-19, coronándose por primera vez como campeón de Europa. El éxito volvió a repetirse 2 años después, en 2008, cuando derrotó a Toulouse por 16-13.
En la Pro12, Munster ha acabado todos los años en la parte alta de la clasificación, destacando las temporadas 2002/03 y 2008/09 en las cuales logró el título, las temporadas 2001/02 y 2004/05 en las que acabó como subcampeón, y las temporadas 2005/06 y 2007/08 en las que terminó siendo 3.º lugar.
En la temporada 2009-2010 el equipo llegó a las semifinales tanto de la Magners League como de la Heineken Cup, si bien cayó derrotado en ambos casos ante Ospreys y Leinster respectivamente sin poder alcanzar ninguna final.

## Entrenadores
- Declan Kidney (1998–2003)
- Alan Gaffney (2003–2005)
- Declan Kidney (2005–2008)
- Tony McGahan (2008–2012)
- Rob Penney (2012–2014)
- Anthony Foley (2014–2017)
- Rassie Erasmus (2017–2018)
- Johann van Graan (2018–)

## Jugadores destacados
A lo largo de su historia Munster ha contado entre sus filas con muchos de los mejores jugadores irlandeses, como Ronan O'Gara que es miembro del World Rugby Salón de la Fama.
- Ralph Keyes (1981–1992): máximo anotador del Mundial de Inglaterra 1991.

### Profesionales
- Irlandeses: Paul O'Connell (2001–2015).
- Argentinos: Eusebio Guiñazú (2014–2015) y Lucas González Amorosino (2015–2016).
- Australianos: Jim Williams (2001–2005) y Mark Chisholm (2015–2017).
- Neozelandeses: Christian Cullen (2003–2007) y Doug Howlett (2008–2013).
- Sudafricanos: Jean de Villiers (2009–2010) y BJ Botha (2011–2016).

### Récords
Mayor número de partidos
|   | Jugador             | Tests | Posición      | Carrera   |
| - | ------------------- | ----- | ------------- | --------- |
| 1 | Donncha O'Callaghan | 268   | Segunda línea | 1998–2015 |
| 2 | Ronan O'Gara        | 240   | Apertura      | 1997–2013 |
| 3 | Peter Stringer      | 232   | Medio scrum   | 1998–2013 |

Máximos anotadores
|   | Jugador      | Puntos | Posición | Carrera   |
| - | ------------ | ------ | -------- | --------- |
| 1 | Ronan O'Gara | 2625   | Apertura | 1997–2013 |
| 2 | ?            | ?      | ?        | ?–?       |
| 3 | ?            | ?      | ?        | ?–?       |

Máximos anotadores de tries
|   | Jugador    | Tries | Posición | Carrera   |
| - | ---------- | ----- | -------- | --------- |
| 1 | Simon Zebo | 60    | Wing     | 2010–2018 |
| 2 | ?          | ?     | ?        | ?–?       |
| 3 | ?          | ?     | ?        | ?–?       |

## Palmarés

### Torneos europeos
- Copa de Campeones de Europa (2): 2005–06 y 2007–08

- Subcampeón Copa de Campeones Europeos de Rugby (1): 1999-2000

### Torneos locales
- United Rugby Championship (4): 2002-03, 2008-09, 2010-11 y 2022-23

- Copa Celta (1): 2004-05

- Interprovincial Championship (23): 1947-48, 1952-53, 1954-55, 1957-58, 1959-60, 1962-63, 1965-66, 1966-67, 1968-69, 1972-73, 1973-74, 1975-76, 1977-78, 1978-79, 1982-83, 1987-88, 1993-94, 1994-95, 1996-97, 1997-98, 1998-99, 1999-00, 2000-01.

- Subcampeón United Rugby Championship (5): 2001-02, 2004-05, 2014-15, 2016-17, 2020-21

- Subcampeón Copa Celta (1): 2003-04

### Torneos de desarrollo
- British and Irish Cup (2): 2011-12 y 2016-17